# Штоккерау (футбольний клуб)
Спортивний клуб «Штоккерау» (нім. Sportverein Stockerau) — австрійський футбольний клуб з однойменного міста, заснований у 1907 році. Виступає в Регіональній лізі. Домашні матчі приймає на стадіоні «Альте Ау», місткістю 2 500 глядачів.

## Досягнення
- Кубок Австрії
  - Володар: 1991.
- Суперкубок Австрії
  - Фіналіст: 1991.